# République dominicaine
Pour les articles homonymes, voir Dominicaine.
Ne pas confondre avec la Dominique, un autre pays des Antilles
République dominicaine
(es) República Dominicana 
La République dominicaine (en espagnol : República Dominicana) est un pays situé sur l'île d'Hispaniola, dans l'archipel des Grandes Antilles, dans la région des Caraïbes. Elle occupe la partie orientale de l'île, partageant la frontière avec Haïti, faisant d'Hispaniola, avec Saint-Martin, une deuxième île des Antilles partagée par deux États souverains. La République dominicaine est le deuxième plus grand pays des Antilles par sa superficie (après Cuba) avec 48 671 km2, et le troisième par sa population, avec environ 10,8 millions d'habitants dont environ 3,3 millions vivent dans la zone métropolitaine de la capitale, Saint-Domingue. La langue officielle du pays est l'espagnol.
Avant l'arrivée des Européens, le peuple autochtone Taíno occupe Hispaniola, divisant l'île en cinq chefferies. Les Taínos construisent une société avancée d'agriculture et de chasse, et deviennent une civilisation organisée.
Lors de son premier voyage en 1492, Christophe Colomb explore et conquiert l'île pour l'Espagne. La colonie de Saint-Domingue est le siège du premier peuplement européen permanent dans les Amériques et le premier siège de la domination coloniale espagnole dans le Nouveau Monde.
Pendant ce temps, la France occupe le tiers occidental d'Hispaniola et nomme sa colonie Saint-Domingue, qui devient l'État indépendant d'Haïti en 1804, après la révolution haïtienne.
Au cours du XIXe siècle, les Dominicains sont souvent en guerre, contre les Français, les Haïtiens, les Espagnols ou entre eux, ce qui donne une société fortement influencée par les hommes militaires, qui dirigent le pays comme s'il s'agissait de leur royaume personnel. Après plus de trois cents ans de domination espagnole, le peuple dominicain déclare son indépendance en novembre 1821.
Le dirigeant du mouvement indépendantiste, José Núñez de Cáceres, souhaite que la nation dominicaine s'unisse au pays de la Grande Colombie, mais les Dominicains sont annexés par Haïti en février 1822, qui abolit alors l'esclavage sur l'ensemble de l'île.
La véritable indépendance n'arrivera que 22 ans plus tard, en 1844, après l'abolition du gouvernement de Jean-Pierre Boyer, lorsque les indépendantistes fondent officiellement la République dominicaine au début de la guerre d'indépendance dominicaine contre Haïti qui dure jusqu'en 1856. Au cours des 72 années suivantes, le pays connaît essentiellement des conflits internes, plusieurs invasions ratées de son voisin, Haïti, et un bref retour au statut de colonie espagnole, avant d'évincer définitivement les Espagnols pendant la guerre de restauration dominicaine de 1863-1865.
Les États-Unis occupent le pays entre 1916 et 1924 ; puis celui-ci connait une période de six ans calme et prospère sous la direction d'Horacio Vásquez. De 1930 à 1961, la dictature de Rafael Trujillo règne sur le pays. Une guerre civile en 1965, la dernière du pays, prend fin avec l'occupation militaire américaine et est suivie par le régime autoritaire de Joaquín Balaguer Ricardo (1966-1978 et 1986-1996). Depuis 1978, la République dominicaine évolue vers une démocratie représentative et est dirigée par Leonel Fernández depuis 1996. Danilo Medina lui succède en 2012, remportant 51 % des voix aux élections contre son adversaire, l'ex-président Hipólito Mejía Domínguez. Il est ensuite remplacé par Luis Abinader lors de l'élection présidentielle de 2020.
La République dominicaine possède la plus grande économie de la région des Caraïbes et de l'Amérique centrale et est la huitième plus grande économie d'Amérique latine. Au cours de ces 25 dernières années, la République dominicaine présente la croissance économique la plus rapide de l'hémisphère occidental — avec un taux de croissance moyen du PIB réel de 5,3 % entre 1992 et 2018. Entre 2014 et 2015, la croissance du PIB atteint 7,3 % soit le taux le plus élevé de l'hémisphère occidental. Au premier semestre 2016, l'économie dominicaine a connu une croissance de 7,4 %, poursuivant sa tendance à une croissance économique rapide. La croissance récente est portée par la construction, la fabrication, le tourisme et l'exploitation minière. Le pays est le site de la deuxième plus grande mine d'or au monde, la mine Pueblo Viejo. La consommation privée est plus forte, en raison d'une faible inflation (moins de 1 % en moyenne en 2015), de la création d'emplois et d'un niveau élevé de transferts de fonds.
En 2024, la République dominicaine est classée en 97e position pour l'indice mondial de l'innovation.

## Étymologie

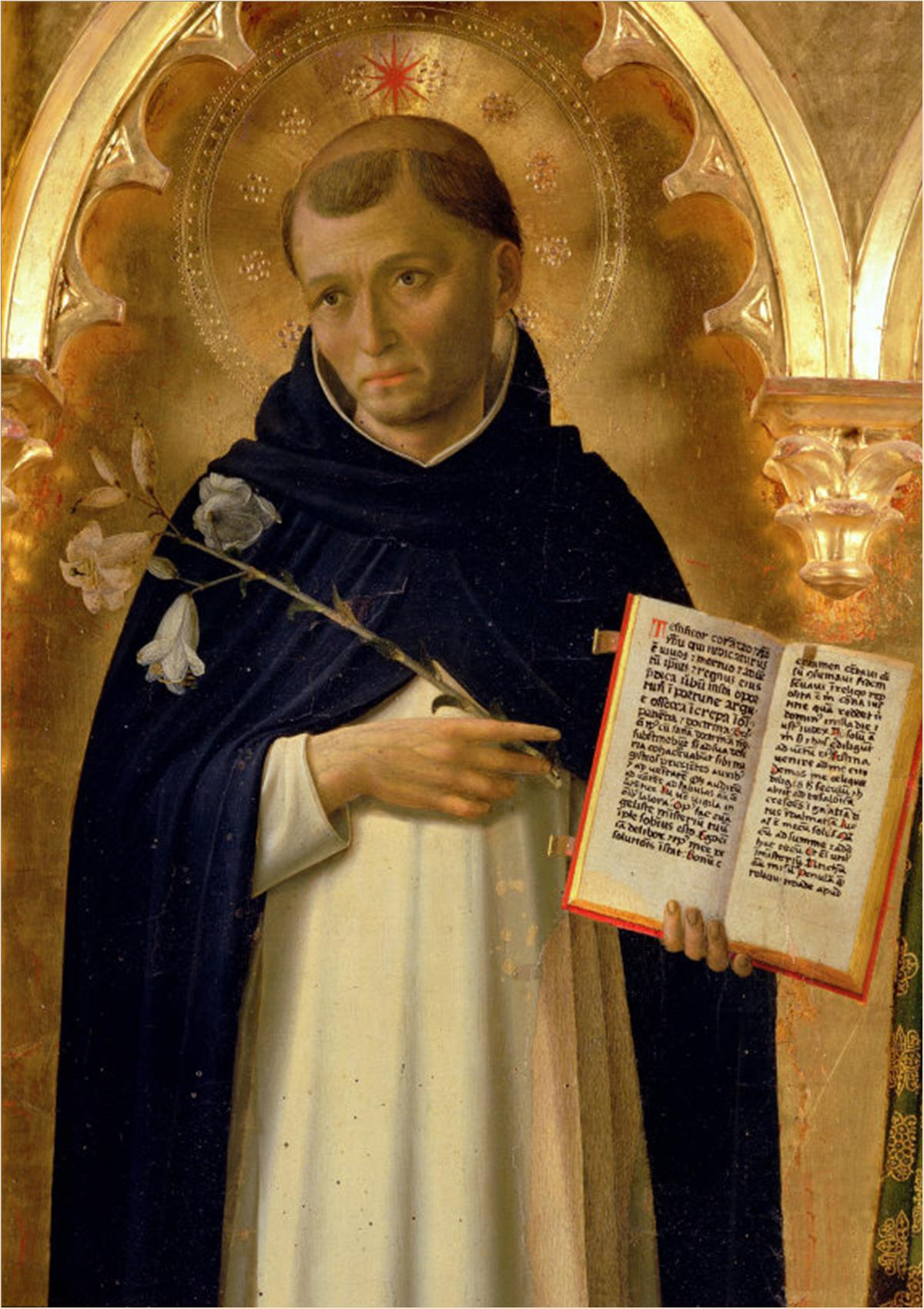
Saint Dominique.

Le nom fait référence à saint Dominique, fondateur de l'ordre des Prêcheurs.
En 1502 est fondée la ville de Saint-Domingue (Santo Domingo), dont le nom rend hommage à saint Dominique. Elle devient la capitale de la colonie espagnole, à qui elle donne son nom.
L'ordre dominicain avait créé une maison des hautes études sur la colonie de Saint-Domingue, connue sous le nom de l'université autonome de Saint-Domingue, et se consacrait à la protection du peuple autochtone taïno, soumis à l'esclavage, ainsi qu'à l'éducation des habitants de l'île.
Dans l'hymne national de la République dominicaine, le terme « Dominicains » n'apparaît pas. L'auteur de ses paroles, Emilio Prud'Homme, utilise systématiquement le terme poétique « Quisqueyans » (Quisqueyanos). Le mot Quisqueya dérive de la langue taïno et signifie « mère des terres ». Il est souvent utilisé dans les chansons comme un autre nom pour le pays. En anglais, le nom du pays est souvent abrégé the D.R. (la R.D.) ; une telle désignation est cependant plus rare en espagnol.

## Histoire

### Période précoloniale
Vers 650 av. J.-C., les Taïnos, de langue arawak, en provenance de la région nord-est connue actuellement comme étant l'Amérique du Sud, s'installent à Hispaniola et remplacent les premiers habitants. Ils pratiquent l'agriculture, la pêche, la chasse et la cueillette. Pendant une grande partie du XVe siècle, ils sont repoussés par les Kalinago vers le nord-est des Caraïbes. Les estimations de la population d'Hispaniola avant 1492 varient considérablement : quelques dizaines de milliers, cent mille, trois cent mille, quatre cent mille à deux millions,,. Il est pratiquement impossible de déterminer avec précision combien de personnes vivaient sur l'île à l'époque précolombienne, car il n'existe aucun document précis. En 1492, l'île est divisée en cinq chefferies taíno. Le nom taíno de l'île entière est Ayiti ou Quisqueya.

### Colonisation espagnole

#### Découverte par Christophe Colomb
Christophe Colomb arrive sur l'île le 5 décembre 1492, lors du premier de ses quatre voyages vers les Amériques. Il revendique la terre pour l'Espagne et la nomme La Española (devenue Hispaniola), en raison de la diversité de son climat et de son relief, qui lui rappelle le paysage espagnol. En voyageant plus à l'est, Colomb découvre la rivière Yaque del Norte, dans la région du Cibao, qu'il nomme Rio de Oro après avoir constaté la présence de gisements d'or à proximité. Au retour de son deuxième voyage, Colomb établit la colonie de La Isabela, devenue Puerto Plata, en janvier 1494.

#### Ruée vers l'or et exploitation des Indiens
En 1496, Bartolomeo Colomb, le frère de Christophe, construit la ville de Saint-Domingue, première colonie permanente d'Europe occidentale dans le Nouveau Monde. Elle est ainsi devenue le tremplin de la colonisation espagnole de l'Amérique et, pendant des décennies, le siège de la puissance coloniale espagnole dans l'hémisphère. Rapidement, la plus grande découverte d'or de l'île est effectuée dans la région de la cordillère centrale, entrainant un essor minier. En 1501, le cousin de Christophe Colomb, Giovanni Colomb, découvre également de l'or près de Buenaventura ; les gisements sont ensuite connus sous le nom de Minas Nuevas. Deux grandes zones minières en résultent, l'une le long de San Cristóbal-Buenaventura et l'autre à Cibao dans le triangle La Vega-Cotuí-Bonao, tandis que Santiago de los Caballeros, Concepcion et Bonao deviennent des villes minières. La ruée vers l'or continue entre 1500 et 1508, et Ferdinand le Catholique ordonne que « l'or des mines les plus riches sont réservées à la Couronne ». Ainsi, Nicolás de Ovando exproprie les mines d'or de Miguel Diaz et Francisco de Garay en 1504, car les mines à ciel ouvert deviennent des mines royales, bien qu'elles soient ouvertes aux prospecteurs privés. De plus, Ferdinand veut que les « meilleurs Indiens » travaillent dans ses mines royales, et en garda 967 dans la zone minière de San Cristóbal, supervisés par des mineurs salariés.

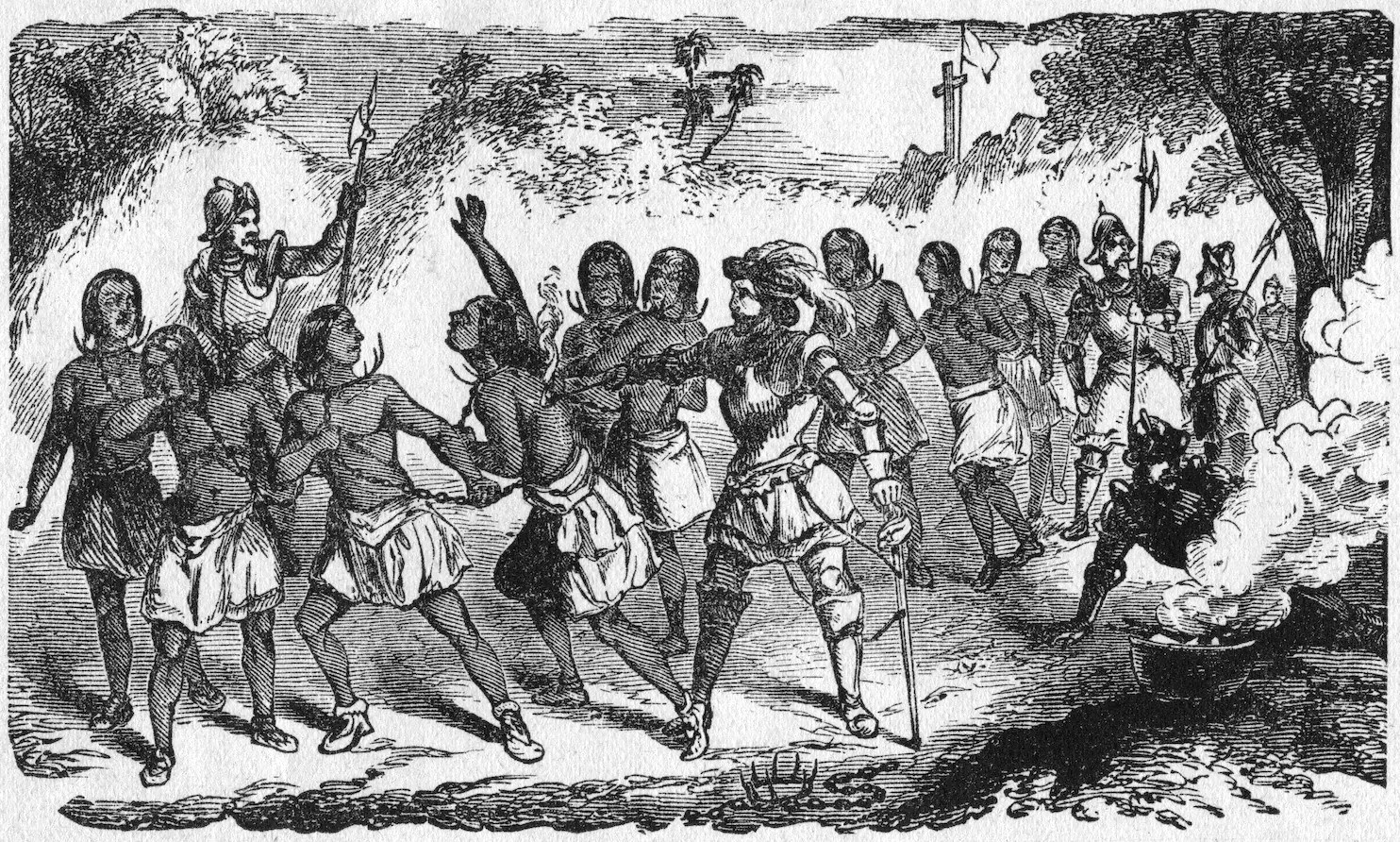
Conquistadors espagnols marquant au fer les Amérindiens réduits en esclavage.

Sous le gouvernorat de Nicolás de Ovando, les Indiens sont contraints de travailler dans les mines d'or, « où ils sont grossièrement surmenés, maltraités et sous-alimentés ». En 1503, la Couronne espagnole est autorisée à distribuer des Indiens pour travailler dans les mines, dans le cadre du système appelé encomienda. « Une fois que les Indiens sont entrés dans les mines, la faim et la maladie les anéantissent littéralement ». En 1508, la population indienne d'environ 400 000 personnes est réduite à 60 000, et en 1514, elle est estimée à 26 334. La moitié se trouve dans les villes minières de Concepción, Santiago, Saint-Domingue et Buenaventura. En, 1514 l'émigration des colons espagnols s'accélère et est couplée à l'épuisement des mines. En 1516, une épidémie de variole tue 8 000 Indiens sur les 11 000 restants, en un mois. En 1519, « l'économie de l'or et la population indienne se sont éteintes en même temps »,.

#### Traite négrière et économie de plantation

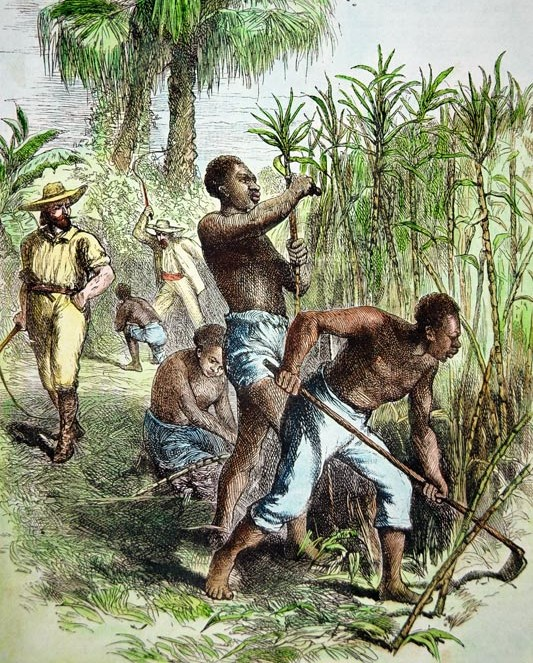
Esclaves cultivant la canne à sucre.

En 1501, les monarques catholiques autorisent pour la première fois les colons des Caraïbes à importer des esclaves africains, qui arrivent sur l'île en 1503. La canne à sucre est introduite en provenance des îles Canaries, et le premier moulin à sucre du Nouveau Monde est établi en 1516 sur Hispaniola. Le besoin de main-d'œuvre pour répondre aux exigences croissantes de la culture de la canne à sucre entraîne une augmentation exponentielle de l'importation d'esclaves au cours des deux décennies suivantes. Les propriétaires de sucreries forment rapidement une nouvelle élite coloniale et convainquent le roi d'Espagne de leur permettre de choisir dans leurs rangs les membres de la Real Audiencia. Les colons plus pauvres subsistent en chassant les troupeaux de bétail sauvage qui parcourent l'île et en vendant leur cuir,.
Avec la conquête du continent américain, l'économie des plantations de sucre d'Hispaniola décline rapidement. La plupart des colons espagnols partent vers les mines d'argent du Mexique et du Pérou, tandis que les nouveaux immigrants espagnols évitent l'île. L'agriculture régresse, les nouvelles importations d'esclaves cessent tandis les colons blancs, les noirs libres et les esclaves vivent dans la pauvreté, ce qui affaiblit la hiérarchie raciale et favorise le métissage, avec pour résultat une population d'origine espagnole, taïno et africaine. À l'exception de la ville de Saint-Domingue, qui réussit à maintenir certaines exportations légales, les ports dominicains comptent sur la contrebande, qui, avec le bétail, devient l'une des principales sources de revenus des habitants de l'île,.

#### Convoitises des autres puissances coloniales
Au milieu du XVIIe siècle, la France envoie des colons et des corsaires pour coloniser la côte nord-ouest d'Hispaniola en raison de sa position stratégique dans la région. Afin d'attirer les pirates, les Français leur fournissent des femmes extraites des prisons, accusées de prostitution et de vol. Après des décennies de luttes armées avec les colons français, l'Espagne cède la côte ouest de l'île à la France par le biais du traité de Ryswick de 1697, tandis que le plateau central reste sous domination espagnole. Le côté français prospère, tandis que la colonie espagnole subit un déclin économique.
Le 17 avril 1655, les forces anglaises débarquent sur Hispaniola et assiègent Saint-Domingue, la principale forteresse espagnole de l'île. Les lanciers espagnols attaquent les forces anglaises, les renvoyant vers la plage. Les défenseurs espagnols obtiennent la victoire et sont récompensés par des titres de la Couronne espagnole. Les forces françaises attaquent Santiago en 1667, suivi d'un ouragan dévastateur l'année suivante et d'une épidémie de variole qui tue environ 1 500 personnes en 1669. En 1687, les Espagnols encerclent le fort de Petit-Goâve, mais les Français se défendent et pendent leurs chefs. Deux ans plus tard, lors de la guerre de Neuf Ans, les Français saccagent Santiago. En 1691, les Espagnols attaquent le nord et saccagent le Cap-François. Les tensions insulaires s'apaisent une fois la paix rétablie et le dernier monarque de la branche espagnole de la Maison de Habsbourg, Charles II d'Espagne, meurt sans descendance le 1er novembre 1700 et est remplacé par le prince français de la Maison de Bourbon, Philippe d'Anjou, âgé de seize ans,,,.
Au XVIIIe siècle, l'économie connaît un modeste développement et la population sur l'île atteint les 100 000 habitants, soit un quart de la colonie française.

### Période française
De 1795 à 1822, la ville de Saint-Domingue est cédée plusieurs fois, tout comme la colonie qu'elle dirige. Elle est confiée à la France en 1795 après des années de conflits armés. Cependant, les Français ne parviennent pas à consolider cette cession, principalement en raison de la présence continue des troupes britanniques. Lorsque la nouvelle de la cession de Saint-Domingue est connue sur l'île, de nombreux Dominicains se rangent du côté de la Grande-Bretagne contre la France, accueillant des navires britanniques dans leurs ports, prêtant allégeance aux Britanniques et s'enrôlant dans les forces militaires de l'adversaire de longue date de la France.
En 1801, Toussaint Louverture, qui représente à l'époque la République française, envahit Saint-Domingue pour faire respecter les termes du traité de Bâle. Il y proclame l'abolition de l'esclavage, déjà effective dans la partie occidentale. Le contrôle français de l'ancienne colonie espagnole passe de Toussaint Louverture au général français Charles Leclerc lorsque celui-ci s'empare de la ville au début de l'année 1802. Sur place, le général Jean-Louis Ferrand rétablit l'esclavage dans la partie espagnole,, comme Napoléon l'avait annoncé en 1800 (il faudra attendre 1822 pour que l'esclavage y soit à nouveau aboli).

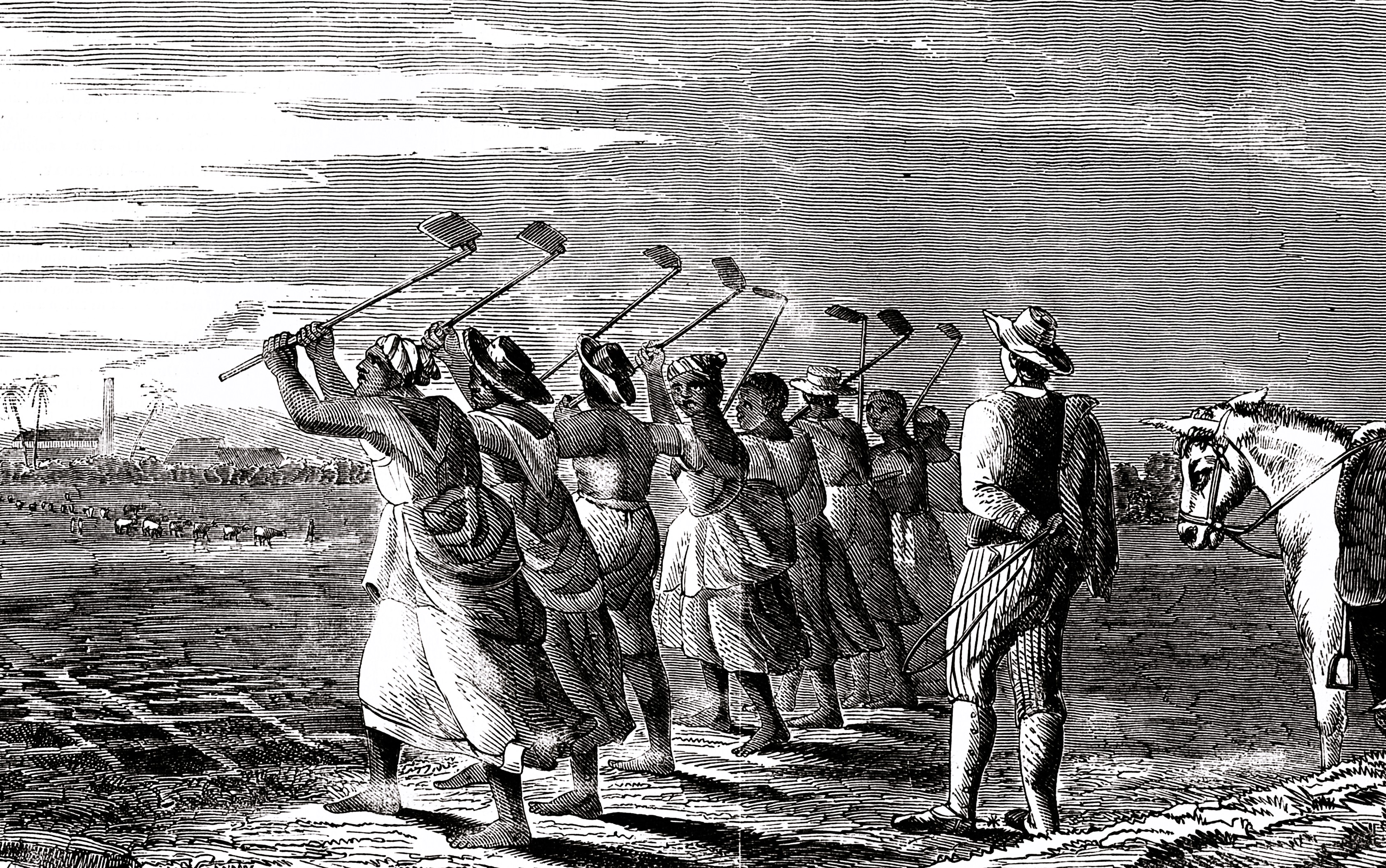
Esclaves creusant des sillons pour planter la canne à sucre.

Après la défaite des Français en novembre 1803 face aux Haïtiens, les troupes françaises se retirent de la partie occidentale mais laisse un contingent de 2 000 hommes, sous les ordres des généraux Jean-Louis Ferrand et de Kerversau, pendant quatre ans dans la partie de l'Est. Comme l'esclavage y a été rétabli depuis 1802, beaucoup de colons espagnols reviennent. Le général Jean-Louis Ferrand décide aussi le lancement de grandes plantations sucrières avec des maîtres français. Il fait venir 10 000 esclaves pour développer l'économie de plantation dans l'est de l'île, et autorise les planteurs à aller capturer des noirs dans la partie occidentale, ce qui déclenche une expédition punitive de Dessalines. L'arrivée de petites unités françaises au large des côtes haïtiennes, à Les Gonaïves et à Saint-Domingue, oblige les Haïtiens à se retirer.
En 1807, le soldat et propriétaire foncier dominicain Juan Sánchez Ramírez forme une troupe de deux mille hommes venus de Cuba, de Porto Rico et de Grande-Bretagne et se rend dans la partie orientale de Saint-Domingue. Là, il encourage les habitants à prendre les armes contre les Français, à le soutenir dans la Reconquête de Saint-Domingue. De nombreux propriétaires et bûcherons se joignent à ses troupes tandis que Sanchez s'engage également dans l'exploitation de coupes de bois sur ses possessions des rives orientales, entre Higüey et Jovero (aujourd'hui Miches), où les communications avec Porto Rico sont plus faciles. Ramírez entretient également une correspondance avec le capitaine général de Porto Rico, qui lui apporte un soutien officiel pour affronter les Français à Saint-Domingue et lui promet une aide militaire et financière.
Début novembre 1808, 300 soldats, envoyés par Toribio Montes, débarquent à Boca de Yuma et rejoignent les forces de Sánchez Ramírez. Il quitte El Seibo pour se rendre dans la ville de Saint-Domingue. Le 13 décembre 1808, il revient dans la ville avec ses troupes. Entre ce moment et le 7 novembre 1809, il dirige également les armées britanniques et locales contre la domination française lors de la bataille de Palo Hincado, battant le général Ferrand et chassant les Français qui se cachent dans les remparts de la capitale.
Après la défaite française, Saint-Domingue est récupérée par l'Espagne, et Ramírez est nommé gouverneur de la colonie, tandis que le territoire est reconstitué sous le nom de capitainerie générale.

### Haïti espagnol
Après une douzaine d'années de mécontentement et de tentatives d'indépendance ratées par divers groupes d'opposition, l'ancien lieutenant-gouverneur de Saint-Domingue, José Núñez de Cáceres, déclare l'indépendance de la colonie vis-à-vis de la couronne espagnole sous le nom d'Haïti espagnol, le 30 novembre 1821. Cette période est également connue sous le nom d'indépendance éphémère.

### Unification d'Hispaniola
La nouvelle république indépendante cesse d'exister deux mois plus tard sous le gouvernement haïtien dirigé par Jean-Pierre Boyer.
Comme Toussaint Louverture l'a fait deux décennies plus tôt, les Haïtiens abolissent l'esclavage. Afin de lever des fonds pour l'énorme indemnité de 150 millions de francs qu'Haïti accepte de payer aux anciens colons français, et qui est ensuite abaissée à 90 millions de francs, le gouvernement haïtien impose de lourdes taxes aux Dominicains. Comme Haïti est incapable d'approvisionner son armée de manière adéquate, les forces d'occupation survivent en réquisitionnant ou en confisquant de la nourriture et des fournitures sous la menace des armes. Les tentatives de redistribution des terres entrent en conflit avec le système de propriété foncière communale, qui apparaît avec l'économie d'élevage, et certaines personnes n'apprécient pas d'être forcées de cultiver des cultures commerciales sous le Code rural de Boyer et Joseph Balthazar Inginac. Dans les zones rurales et montagneuses accidentées, l'administration haïtienne est généralement inefficace pour faire respecter ses propres lois. C'est dans la ville de Saint-Domingue que les effets de l'occupation se font le plus sentir, et c'est là que le mouvement pour l'indépendance prend sa source.
Les Haïtiens associent l'Église catholique aux maîtres esclavagistes français qui les exploitent avant l'indépendance et confisquent tous les biens de l'Église, déportent tout le clergé étranger et rompent les liens du clergé restant avec le Vatican. Tous les niveaux d'enseignement sont effondrés ; l'université est fermée, car elle est privée à la fois de ressources et d'étudiants, et les jeunes Dominicains de 16 à 25 ans sont enrôlés dans l'armée haïtienne. Les troupes d'occupation de Boyer, en grande partie dominicaines, ne sont pas payées et doivent « chercher et piller » les civils dominicains. Haïti impose au peuple dominicain un « lourd tribut »,
La constitution haïtienne interdisait aux élites blanches de posséder des terres, et les grandes familles dominicaines propriétaires de terres sont privées de leurs biens. À cette époque, de nombreuses élites blanches de Saint-Domingue ne pensent pas à avoir des esclaves en raison de la crise économique à laquelle la ville est confrontée pendant la période de l'España Boba. Les quelques personnes qui souhaitent que l'esclavage soit établi à Saint-Domingue doivent émigrer vers d'autres colonies comme Cuba, Porto Rico ou la Grande Colombie. De nombreuses familles sont restées sur l'île, s'installant dans la région du Cibao. Après l'indépendance et le retour sous la domination espagnole en 1861, de nombreuses familles reviennent à Saint-Domingue, y compris de nouvelles vagues d'immigration en provenance d'Espagne.

### Guerre d'indépendance dominicaine
En 1838, Juan Pablo Duarte fonde une société secrète appelée La Trinitaria, qui vise l'indépendance totale de Saint-Domingue sans aucune intervention étrangère. Par ailleurs, Francisco del Rosario Sánchez et Ramón Matías Mella, qui ne font pas partie des membres fondateurs de La Trinitaria, jouent un rôle décisif dans les efforts d'indépendance. Duarte, Mella et Sánchez sont considérés comme les Pères fondateurs de la République dominicaine.
Les Trinitarios profitent d'une rébellion haïtienne contre le dictateur Jean-Pierre Boyer. Ils se révoltent le 27 janvier 1843, apparemment pour soutenir Charles Rivière Hérard qui défie Boyer pour prendre le pouvoir à Haïti. Cependant, le mouvement se défait rapidement du prétexte de soutien et demande l'indépendance dominicaine. Après avoir renversé Boyer, Hérard exécute certains Dominicains et en emprisonne beaucoup d'autres ; Duarte s'échappe. Après avoir soumis les Dominicains, Hérard doit faire face à une rébellion d'esclave à Port-au-Prince. Haïti forme deux régiments composés de Dominicains ; ils sont utilisés par Hérard pour réprimer la révolte.
Le trio est soutenu par Pedro Santana, un riche éleveur de bétail d'El Seibo, qui devient général de l'armée de la république naissante. La première Constitution de la République dominicaine est adoptée le 6 novembre 1844, sur le modèle de la Constitution des États-Unis.
De nouvelles invasions haïtiennes menacent l'indépendance de la nation. Le 19 mars 1844, l'armée haïtienne, sous le commandement personnel du président Hérard, envahit la province orientale par le nord et progresse jusqu'à Santiago, mais est rapidement contrainte de se retirer après avoir subi des pertes disproportionnées. Selon le rapport de José María Imbert (le général qui défend Santiago) du 5 avril 1844 à Saint-Domingue, « à Santiago, l'ennemi n'a pas laissé derrière lui sur le champ de bataille moins de six cents morts et... le nombre de blessés est très supérieur... [tandis que] de notre côté nous n'avons pas souffert une seule perte ».
Les Dominicains repoussent les forces haïtiennes, tant sur terre que sur mer, en décembre 1845. Les Haïtiens envahissent à nouveau en 1849 lorsque la France reconnait la République dominicaine comme une nation indépendante. Santana, appelé à prendre le commandement des troupes, rencontre l'ennemi à Ocoa, le 21 avril 1849, avec seulement 400 hommes, et vainc complètement l'armée haïtienne. En novembre 1849, Buenaventura Báez lance une offensive navale contre Haïti pour prévenir la menace d'une autre invasion. Ses marins, sous la direction d'un aventurier français, font des raids sur les côtes haïtiennes, pillent les villages de bord de mer, jusqu'à Dame Marie, et massacrent les équipages des navires ennemis capturés. En 1855, Haïti envahit à nouveau le pays, mais ses forces sont repoussées lors de la bataille de Santomé en décembre 1855 et de la bataille de Sabana Larga en janvier 1856.

### Première République
La première constitution de la République dominicaine est adoptée le 6 novembre 1844. L'État est connu sous le nom de Santo Domingo dans la langue anglaise jusqu'au début du XXe siècle. Elle se caractérise par un gouvernement présidentiel avec de nombreuses tendances libérales, mais elle est entachée par l'article 210, imposée par Pedro Santana à l'assemblée constitutionnelle par la force, lui donnant des aspects d'une dictature jusqu'à la fin de la guerre d'indépendance. Ces privilèges lui servent non seulement à gagner la guerre mais lui permettent aussi de persécuter, d'exécuter et de pousser à l'exil ses opposants politiques, parmi lesquels Duarte est le plus important. En Haïti, après la chute de Boyer, les dirigeants noirs accèdent au pouvoir dont jouissait autrefois exclusivement l'élite mulâtre.
Pendant près de vingt-cinq années, Santana et Báez se partagent le pays, dont les armées se battent continuellement pour le contrôle politique. Dans une tentative de maintenir un certain ordre et une certaine stabilité dans le pays, les deux chefs militaires et leurs armées recourent à l'aide extérieure. En 1861, le général Santana invite l'Espagne à revenir et à reprendre son ancienne colonie. Après une courte période de mauvaise gestion de la part de l'Espagne, les Dominicains réalisent leur erreur et forcent les Espagnols à partir afin de pouvoir restaurer la République. Une autre tentative de stabilité est réalisée lorsque les Dominicains demandent aux États-Unis de prendre le relais une décennie plus tard. Bien que le président américain Grant soutienne cette demande, elle est rejetée par le Congrès américain,.
En raison du relief accidenté et montagneux de l'île, les régions de la République dominicaine se sont développées de manière isolée les unes des autres. Dans le sud, l'économie est dominée par l'élevage du bétail et la coupe de l'acajou et d'autres bois durs pour l'exportation. Cette région conserve un caractère semi-féodal, avec peu d'agriculture commerciale, la hacienda étant l'unité sociale dominante, et la majorité de la population vivant à un niveau de subsistance. Dans le nord, la région agricole la plus riche du pays, les agriculteurs complètent leurs cultures de subsistance en cultivant du tabac pour l'exportation, principalement vers l'Allemagne. Le tabac nécessite moins de terres que l'élevage de bétail et est principalement cultivé par de petits exploitants, qui dépendent de commerçants itinérants pour transporter leurs récoltes vers Puerto Plata et Monte Cristi. Santana se met à dos les agriculteurs du nord, s'enrichissant lui-même et ses partisans à leurs dépens en recourant à de multiples impressions de pesos qui leur permettent d'acheter les récoltes pour une fraction de leur valeur. En 1848, il est contraint de démissionner et est remplacé par son vice-président, Manuel Jimenes.
Après avoir vaincu une nouvelle invasion haïtienne en 1849, Santana se dirige vers Saint-Domingue et destitue Jimenes par un coup d'État. Sur son ordre, le Congrès élit Buenaventura Báez comme président, mais ce dernier ne veut pas servir de marionnette à Santana, contestant son rôle de chef militaire reconnu du pays. En 1853, Santana est élu président pour un second mandat, forçant Báez à l'exil. Trois ans plus tard, après avoir repoussé une autre invasion haïtienne, il négocie un traité louant une partie de la péninsule de Samaná à une société américaine ; l'opposition populaire le contraint à abdiquer, permettant à Báez de revenir et de prendre le pouvoir. Le trésor public étant épuisé, Báez fait imprimer dix-huit millions de pesos non assurés, achetant la récolte de tabac de 1857 avec cette monnaie et l'exportant en espèces avec un immense profit pour lui-même et ses partisans. Les planteurs de tabac du nord, ruinés par l'hyperinflation qui s'ensuit, se révoltent et forment un nouveau gouvernement dirigé par José Desiderio Valverde et dont le siège est à Santiago de los Caballeros. En juillet 1857, le général Juan Luis Franco Bidó assiège Santo Domingo. Le gouvernement basé à Cibao déclare une amnistie aux exilés et Santana revient et parvient à remplacer Franco Bidó en septembre 1857. Après une année de guerre civile, Santana capture Santo Domingo en juin 1858, renverse Báez et Valverde pour s'installer à la présidence.

### Guerre de Restauration
En 1861, après avoir emprisonné, réduit au silence, exilé et exécuté nombre de ses opposants, et pour des raisons politiques et économiques, Santana signe un pacte avec la Couronne espagnole et ramène la nation dominicaine au statut colonial. Cette action est soutenue par les éleveurs du sud, tandis que les nobles du Nord s'y opposent. La domination espagnole prend finalement fin avec la guerre de restauration en 1865, après quatre années de conflit entre les nationalistes dominicains et les sympathisants espagnols. La guerre provoque la mort de plus de 50 000 personnes.
Les années suivantes sont marquées par de nouveaux troubles politiques ; des chefs de guerre règnent, les révoltes militaires sont extrêmement fréquentes et la nation accumule les dettes. En 1869, le président Ulysses S. Grant ordonne à la Marine américaine de se rendre sur l'île pour la première fois. Les pirates opérant depuis Haïti attaquent les navires commerciaux américains dans les Caraïbes, et Grant ordonne aux Marines de les arrêter. Après la prise de contrôle virtuelle de l'île, Báez propose de vendre le pays aux États-Unis. Grant souhaite une base navale à Samaná ainsi qu'un endroit pour réinstaller les Noirs récemment libérés. Le traité, qui prévoyait le versement par les États-Unis de 1,5 million de dollars pour le remboursement de la dette dominicaine, est rejetée par le Sénat américain en 1870 par un vote de 28 voix contre 28, les deux tiers étant requis,.
Báez est renversé en 1874, revient, et est définitivement déchu en 1878. Une nouvelle génération est alors aux commandes, avec le départ de Santana (mort en 1864) et de Báez. Le pays connaît une paix relative dans les années 1880, avec l'arrivée au pouvoir du général Ulises Heureaux.
« Lilís », tel que le nouveau président est surnommé, connaît une période de popularité. Il est cependant « un dissembleur consommé », qui endette profondément la nation tout en utilisant une grande partie des recettes pour son usage personnel et pour maintenir son État policier. Il devient despotique et impopulaire. En 1899, il est assassiné. Cependant, le calme relatif qu'il connaît permet une amélioration de l'économie dominicaine. L'industrie sucrière se modernise et le pays attire des travailleurs étrangers et des immigrés.

### Occupation par les États-Unis
À partir de 1902, les gouvernements éphémères se succèdent, leur pouvoir est usurpé par les caudillos dans certaines régions du pays. En outre, le gouvernement national est en faillite et, incapable de payer les dettes de Heureaux, il est menacé d'une intervention militaire de la France et d'autres puissances créancières européennes.
Le président des États-Unis, Theodore Roosevelt, empêche l'intervention des Européens, en grande partie pour protéger l'accès au futur canal de Panama, en cours de construction. Il effectue une intervention militaire pour écarter les puissances européennes, afin de proclamer le Corollaire Roosevelt de la Doctrine Monroe, et aussi pour placer les douanes dominicaines sous la tutelle de Washington, lesquelles constituaient la principale source de revenus du gouvernement dominicain. Le gouvernement dominicain ne peut ni accroitre sa dette publique ni modifier sa politique douanière. En outre, les États-Unis interviennent directement dans la politique intérieure, obligeant certains présidents à démissionner s'ils se refusent à devenir des instruments de la politique du département d’État.
Après six ans au pouvoir, le président Ramón Cáceres (assassin de Heureaux) est tué en 1911. Il s'ensuit plusieurs années de grande instabilité politique et de guerre civile. La médiation des États-Unis par les administrations de William Howard Taft et de Woodrow Wilson n'a permis qu'un court répit à chaque fois. Une impasse politique en 1914 est brisée après un ultimatum de Wilson demandant aux Dominicains de choisir un président ou de s’en voir imposer un par les États-Unis. Un président provisoire est choisi et des élections relativement libres permettent de remettre au pouvoir l'ancien président Juan Isidro Jimenes Pereyra. Pour obtenir un gouvernement bénéficiant d'un soutien plus large, Jimenes nomme des membres de l'opposition à son cabinet. Mais cela n'apporte pas la paix et, alors que son ancien secrétaire à la guerre Desiderio Arias essaie de le destituer et malgré une offre d'aide militaire des États-Unis contre Arias, Jimenes démissionne le 7 mai 1916.
En novembre 1915, les États-Unis exigent de la République dominicaine de leur céder le contrôle de la collecte des recettes et des dépenses de l’État, ainsi que la dissolution de son armée et son remplacement par une gendarmerie formée et dirigée par des officiers américains. En mai 1916, les troupes américaines envahissent la République dominicaine et imposent une autorité militaire d'occupation qui devient le gouvernement du pays. La loi martiale est déclarée, les finances et l’administration sont entièrement sous le contrôle des États-Unis. Une guérilla s'organise contre l'occupant mais ne parvient pas à unifier son commandement. Les différents groupes restent peu coordonnés les uns aux autres, ce qui les empêche de mener des actions d’ampleur. Ils bénéficient cependant du soutien passif de la population qui refuse pour l'essentiel de collaborer avec l'occupant et de lui livrer des renseignements. L'augmentation du nombre des maquisards et l'extension de leurs activités conduisent les États-Unis à dépêcher des renforts. La répression et les campagnes de ratissages ont surtout pour effet d'accentuer la colère de la population. Les atrocités perpétrées par les marines dans ces opérations soulèvent une immense émotion conduisant à un sentiment généralisé « d'hostilité et d'amertume parmi les habitants », doit reconnaître le diplomate américain Summer Welles.
Le président Warren G. Harding, successeur de Wilson, s'efforce de mettre fin à l'occupation, comme il promet de le faire pendant sa campagne. Le règne du gouvernement américain prend fin en octobre 1922, et des élections sont organisées en mars 1924. Le vainqueur est l'ancien président Horacio Vásquez, qui coopère avec les États-Unis. Il est élu le 13 juillet 1924 et les dernières forces américaines quittent le pays en septembre. En six ans, les Marines participent à au moins 467 engagements, avec 950 insurgés tués ou blessés au combat. Vásquez apporte au pays six années de gouvernance stable, au cours desquelles les droits politiques et civils sont respectés et l'économie connaît une forte croissance, dans un climat relativement pacifique.

### Ère Trujillo
Rafael Trujillo, issu de la Garde nationale fondée par les États-Unis pour combattre les nationalistes, devient le candidat présidentiel de la nouvelle Coalition patriotique des citoyens, avec Ureña comme coéquipier. Pendant la campagne électorale, Trujillo utilise l'armée pour déchaîner sa répression, obligeant ses adversaires à se retirer de la course. Trujillo se présente pour s'élire lui-même et, en mai, il est élu président pratiquement sans opposition après une campagne violente contre ses adversaires. Il accède au pouvoir le 16 août 1930.
Après avoir imposé le Parti dominicain comme parti unique dans le pays, son anticommunisme et son conservatisme lui permettent de disposer du soutien des États-Unis, de l’Église, de l'armée et des classes aisées. Il instaure autour de sa personne un culte de la personnalité, se fait officiellement appeler « Son Excellence le généralissime docteur Rafael Leonidas Trujillo Molina, Honorable Président de la République, Bienfaiteur de la Patrie et Reconstructeur de l'Indépendance Financière », fait construire des milliers de statues à son effigie et rebaptise la capitale du pays Ciudad Trujillo. Il prend possession de plus du tiers des terres du pays et de 80 % des industries. À sa mort, sa fortune est estimée à 800 millions de dollars, ce qui fait de lui l'un des hommes les plus riches de son époque,.
En 1930, l'ouragan San Zenon (en) détruit la capitale et fait environ 4 000 morts. Au cours du processus de reconstruction, Trujillo rebaptise Saint-Domingue « Ciudad Trujillo » et la montagne la plus élevée du pays - et des Caraïbes - La Pelona Grande en « Pico Trujillo »,.
Trujillo encourage le nationalisme dominicain et la xénophobie envers les Haïtiens. En 1937, il ordonne ce qui est connu sous le nom de massacre du Persil ou « El Corte », ordonnant à l'armée de tuer les Haïtiens vivant du côté dominicain de la frontière. L'armée massacre entre 17 000 et 35 000 Haïtiens en six jours, du 2 octobre 1937 au 8 octobre 1937. Pour éviter de laisser des traces de l'implication de l'armée, les soldats emploient des armes blanches plutôt que des fusils. Les soldats interrogent toute personne à la peau foncée et utilisent, si nécessaire, le shibboleth « perejil » pour distinguer les Haïtiens des Afro-Dominicains ; la lettre « r » de perejil est difficile à prononcer pour les Haïtiens. Après le massacre, la République dominicaine accepte de payer 750 000 dollars à Haïti, montant qui est ensuite ramené à 525 000 dollars.
Fidèle soutien de la politique des États-Unis dans les Caraïbes, il est cependant impliqué dans la tentative d'assassinat du président vénézuélien Rómulo Betancourt. Ses liens avec les États-Unis se tendent alors et, en 1960, l'Organisation des États américains approuve à l'unanimité des sanctions et diverses démarches diplomatiques à l'égard de son régime,.
Selon Chester Bowles, le sous-secrétaire d'État américain, les discussions internes du département d'État en 1961 sur le sujet sont vigoureuses. Richard N. Goodwin, conseiller et rédacteur du président, qui a des contacts directs avec l'alliance rebelle, plaide pour une intervention contre Trujillo : « Le lendemain matin, j'ai appris qu'en dépit de la décision claire de ne pas demander notre aide au groupe dissident, après la réunion, a envoyé un télégramme aux personnes de la CIA en République dominicaine sans vérifier auprès du département d'État ou de la CIA ; en fait, avec la protestation du département d'État. Le message demandait aux agents de la CIA en République dominicaine d'obtenir cette demande à tout prix. Quand Allen Dulles l'a découvert le lendemain matin, il a retiré l'ordre. Nous avons découvert plus tard qu'il avait déjà été exécuté »

### Post-Trujillo (1962-1996)
Trujillo est assassiné le 30 mai 1961 avec des armes fournies par la CIA. En décembre 1962, lors du massacre de Palma Sola, six cents paysans sont assassinés par l'armée et la police.
La première élection libre depuis près de cinquante ans porte au pouvoir Juan Bosch, chef du Parti révolutionnaire dominicain (PRD), l'un des plus actifs opposants à la dictature de Trujillo. Dès sa prise de fonction, il lance de profondes réformes du pays. Le 29 avril 1963, il proclame une nouvelle constitution qui garantit au peuple des libertés inédites dans le pays, notamment en matière de droit du travail, comme la reconnaissance des syndicats, mais aussi d'égalité entre homme et femme ou de protection des fermiers. En outre, il pose le principe d'une réforme agraire, légalise le divorce, proclame l'égalité des enfants naturels et légitimes, commence à contrôler les finances et la corruption et annule des contrats avec des compagnies nord-américaines afin de privilégier les intérêts de la République dominicaine. Ces réformes irritent profondément les secteurs les plus conservateurs de la société dominicaine : les latifundistes, qui voient contester leur prérogatives sur les paysans, l'Église catholique, qui s'oppose à la sécularisation de la société encouragée par le président Bosch, et les industriels qui s'opposent aux nouveaux droits pour les ouvriers. En outre, les États-Unis craignent que Juan Bosch ne se déclare à son tour communiste, à l'instar de Fidel Castro.
Bosch est renversé à son tour par un coup d'État militaire. Après trente ans de dictature, la démocratie n'aura tenu que sept mois. Un nouveau gouvernement civil est instauré mais est étroitement contrôlé par les militaires, dont beaucoup ont des liens avec l'industrie sucrière. Contre ce qui est parfois qualifié de « trujillisme sans Trujillo » (les structures de répression de la dictature ayant été rétablies), deux partis d'inspiration marxiste mais très minoritaires, le Mouvement du 14-Juin et le Mouvement populaire dominicain, s'engagent dans des actions de guérilla. Devant la crise économique et la corruption des dirigeants politiques et militaires, le ressentiment populaire continue de s'accroître et des troubles éclatent.
Le 24 avril 1965, deux casernes se soulèvent et réclament le retour du président destitué Juan Bosch. La révolte est composée de jeunes sous-officiers et de quelques officiers exaspérés par la corruption outrancière de leurs supérieurs, et prend contact avec des civils. Le Parti révolutionnaire dominicain appelle à son tour la population à l'insurrection. Dès le lendemain, en réaction à des manifestations massives dans la capitale, le président Reid Cabral démissionne. Aussitôt, des chasseurs décollent de sa base de San Isidro et mitraillent le centre-ville, une nouvelle junte dirigée par le chef de l'aviation Pedro Benoit est instaurée, et de violents combats s'engagent entre les insurgés et les forces du régime militaire. Le 28 avril, sur requête de la Junte, les États-Unis envahissent à nouveau la République dominicaine. Au moins cinq mille cinq cents personnes sont tuées, en majorité des civils. Des milliers de rebelles et manifestants sont détenus dans le stade de baseball, au champ de courses et à la direction de la police.

### Régime de Joaquín Balaguer etXXIesiècle
Balaguer remporte les élections de juin 1966 et est, aux termes d’élections fortement influencées par la violence politique d’État, réélu en 1970 et en 1974. En 1978, Antonio Guzmán Fernández (candidat du PRD — Parti révolutionnaire dominicain) est élu. Il laisse la place en 1982 à Salvador Jorge Blanco, également membre du PRD.
En 1986, après la signature d’un accord entre le gouvernement et le FMI et la politique d’austérité qui s’est ensuivie, les classes populaires (devant l’aggravation de la situation sociale) se rebellent avant d’être réprimées dans le sang. Plus d’une centaine de personnes sont tuées. Balaguer retrouve un pouvoir de moins en moins dictatorial à la suite de l’élection présidentielle de 1986 et est réélu en 1990 et en 1994. Cette dernière élection aux résultats serrés est, aux dires des observateurs internationaux, suffisamment entachée d’irrégularités pour que la constitution soit modifiée et de nouvelles élections organisées seulement deux ans plus tard. Celles-ci conduisent à l’élection du candidat du Parti de la libération dominicaine (PLD — centre droit) Leonel Fernández, âgé de 43 ans.
En 2000, c'est le candidat du PRD (membre de l'Internationale socialiste) Hipólito Mejía Domínguez qui accède au pouvoir. Il est opposé, d'une part, à Danilo Medina, candidat du PLD — la constitution interdisant à Leonel Fernández de se présenter à un second mandat consécutif — et, d'autre part, à Balaguer, candidat du Parti réformiste social chrétien (PRSC ; conservateur). Balaguer, âgé de 93 ans, obtient plus de 24 % des voix et manque de peu la possibilité de provoquer un deuxième tour. Il meurt le 14 juillet 2002 d'une crise cardiaque.
Hipólito Mejía Domínguez, candidat après une modification de la constitution lui permettant de se présenter à un second mandat, perd l’élection présidentielle de 2004 au profit de Leonel Fernández. Aux élections législatives du 16 mai 2006, le PLD, parti de Leonel Fernández, obtient des électeurs dominicains une majorité au Sénat et à la Chambre des députés. Leonel Fernández est réélu président de la République lors des élections du 16 mai 2008. Danilo Medina lui succède en 2012. Mais le pays continue de souffrir de la corruption. En 2020, lassés par seize années de domination  du PLD, les électeurs ont choisi l'opposant Luis Abinader.
En 2023, les tensions avec Haïti, exacerbées par une immigration incontrôlée et un litige frontalier, conduisent le gouvernement à fermer les frontières terrestres, maritimes et aériennes.

## Géographie
Considérée comme le deuxième plus grand pays des Grandes Antilles, la République dominicaine est située sur l'île d'Hispaniola et bordée par l'océan Atlantique au nord, par la mer des Caraïbes au sud et partage avec Haïti une frontière de 376 km.
Au nord et au nord-ouest se trouvent les Bahamas et les îles Turques-et-Caïques, et à l'est se trouve Porto Rico. La superficie du pays est estimée à 48 442 km2 (par l'ambassade des États-Unis) et à 48 670 km2. Saint-Domingue, la capitale et la plus grande ville de la République dominicaine, est située sur la côte sud.
La République dominicaine compte quatre chaînes de montagnes importantes. La plus au nord est la Cordillera Septentrional, qui s'étend de la ville côtière de Monte Cristi au nord-ouest, près de la frontière haïtienne, à la péninsule de Samaná à l'est, parallèlement à la côte atlantique. La chaîne la plus élevée de l'île - et même de l'ensemble des Antilles - est la Cordillère Centrale. Elle s'incline progressivement vers le sud et se termine près de la ville d'Azua, sur la côte caraïbe. Les quatre plus haut sommets se dressent dans cette cordillère ; le Pico Duarte (3 098 mètres), La Pelona (3 094 mètres), La Rucilla (3 049 mètres d'altitude) et le Pico Yaque (2 760 mètres). Dans le coin sud-ouest du pays, se situent deux autres chaînes : la sierra de Neiba et la sierra de Bahoruco qui est un prolongement de la chaîne de la Selle à Haïti. Il existe d'autres chaînes de montagnes mineures, comme la Cordillère orientale, la Sierra Martín García, la Sierra de Yamasá et la Sierra de Samaná.
Le pays abrite cinq écorégions terrestres : les forêts humides d'Hispaniola, les forêts sèches d'Hispaniola, les forêts de pins d'Hispaniola, les zones humides d'Enriquillo et les mangroves des Grandes Antilles. En 2018, le pays obtient un score moyen de 4,18 ⁄10 à l'Indice d'intégrité du paysage forestier, ce qui le classe 134e au rang mondial sur 172 pays.

### Climat
Le climat est tropical humide dans les zones côtières et de plaine. Certaines zones, comme la majeure partie de la région du Cibao, ont un Climat tropical de savane. En raison de la diversité de sa topographie, le climat de la République dominicaine est le plus varié de toutes les Antilles et présente des variations considérables sur de courtes distances. La température moyenne annuelle est de 25 °C. En altitude, la température moyenne est de 18 °C, tandis que près du niveau de la mer, la température moyenne est de 28 °C. Des températures basses de 0 °C sont possibles dans les montagnes tandis que des températures élevées de 40 °C sont possibles dans les vallées protégées. Janvier et février sont les mois les plus frais de l'année, tandis que le mois d'août est le plus chaud. Des chutes de neige peuvent être observées en de rares occasions au sommet du Pico Duarte.
La saison des pluies, le long de la côte nord, dure de novembre à janvier. Ailleurs, elle s'étend de mai à novembre, le mois de mai étant le plus humide. Les précipitations annuelles moyennes sont de 1 500 millimètres dans tout le pays, avec des moyennes de 350 millimètres dans la vallée de Neiba, tandis que la Cordillère orientale enregistre une moyenne de 2 740 millimètres. La partie la plus sèche du pays est à l'ouest. Les cyclones tropicaux frappent le pays tous les deux ans, avec 65 % des impacts le long de la côte sud. Les ouragans sont plus fréquents entre juin et octobre,. Le dernier ouragan majeur ayant frappé le pays est l'ouragan Georges en 1998.

### Divisions administratives
La République dominicaine est divisée en 31 provinces. Saint-Domingue, la capitale, est appelée Distrito Nacional. Les provinces sont divisées en municipalités. Elles constituent les subdivisions territoriales du pays. Le président nomme les gouverneurs des 31 provinces. Les maires et les conseils municipaux administrent les 124 districts municipaux et le district national. Ils sont élus en même temps que les représentants du Congrès.
Le Distrito Nacional est créé en 1936. Auparavant, c'était l'ancienne province de Saint-Domingue, qui existe depuis l'indépendance du pays en 1844. Il ne faut pas le confondre avec la nouvelle province de Saint-Domingue qui en est séparée en 2001. S'il ressemble à une province à bien des égards, le Distrito Nacional s'en distingue par l'absence de gouverneur administratif et par le fait qu'il ne comprend qu'une seule municipalité, Saint-Domingue, le conseil municipal (ayuntamiento) et le maire (síndico), sont chargés de son administration.

## Politique
Le pays est une république de type présidentiel. Toutes les personnes de plus de 18 ans peuvent voter, de même que les personnes mariées, quel que soit leur âge. En revanche, les policiers et les militaires ne peuvent pas voter.
Le pouvoir exécutif est représenté par un président et un vice-président élus pour un mandat de 4 ans. L’élection présidentielle se déroule chaque année multiple de quatre (2012, 2016, 2020, etc.), à la date du 16 mai.
Le pouvoir législatif est exercé par le Congrès national, composé de deux chambres : le Sénat et la Chambre des députés. Le Sénat compte 32 sièges et la Chambre des députés, 178. Les élections législatives sont organisées toutes les années paires non divisibles par quatre, au suffrage direct.

## Économie

Évolution historique du PIB réel par habitant en Haïti et en République dominicaine

L'économie est principalement dépendante du tourisme et de l’industrie. L'agriculture représente 7,1 % du PIB (2010), les industries représentent 28,3 % du PIB (2010) et les services, en grande partie le tourisme, représentent 64,6 % du PIB (2010). Le tourisme prend une importance croissante depuis les années 1990. Il représente plus d'un milliard de dollars et les envois des expatriés, principalement des États-Unis, représentent 1,5 milliard de dollars (2000). Le tourisme et les envois de l'étranger constituent tous deux d'importantes sources de devises. En 2009, le PIB réel était de 46,74 milliards de dollars US, le PIB par habitant était de 8 300 dollars et le taux d'inflation était de 1,4 %.
Entre la fin des années 1990 et le début des années 2000, le gouvernement engage un programme de privatisation de l'essentiel des entreprises publiques. Face aux coupures récurrentes d'électricité, de nombreuses manifestations sont organisées. En 2002, quelque 50 personnes avaient été tuées dans de telles protestations.
En 2003 et 2004, le pays a connu, sur fond de divers scandales dont celui de la banque Banco Intercontinental, une grave crise financière conduisant à une forte dévaluation du peso dominicain (dont la parité est passée d'environ 16 pesos dominicains pour un dollar américain à 50 pesos dominicains pour un dollar américain), une inflation importante (plus de 40 %, la plus élevée en Amérique latine) et une crise de l'endettement à la suite des injections massives d'argent public dans les banques en faillites. Cette crise financière s'est accompagnée d'une baisse considérable du niveau de vie des habitants.

### Tourisme
La République dominicaine est la destination la plus visitée des Caraïbes. Le golf, ouvert toute l'année, est l'attraction principale. C'est un pays géographiquement diversifié, avec Pico Duarte, le plus haut sommet des Caraïbes, et le lac Enriquillo, le point le plus grand et le plus bas des Caraïbes. La température moyenne de l'île est de 26 °C et possède une grande diversité climatique et biologique.
Le tourisme est l'un des facteurs qui alimentent la croissance économique de la République dominicaine. Avec la construction de projets comme Cap Cana, le port de San Souci à Saint-Domingue, Casa De Campo et le Hard Rock Hotel & Casino à Punta Cana, le pays compte sur une activité touristique accrue dans les années à venir.

### Devise
Le peso dominicain (abrégé $ ou RD$ ; le code ISO 4217 est « DOP ») est la monnaie nationale. Le dollar américain, l'euro, le dollar canadien et le franc suisse sont également acceptés dans la plupart des sites touristiques. Le taux de change par rapport à l'Euro, s'établit à 69 pesos par euro.

## Société

### Démographie
La population s'élève à 10 734 247 habitants (estimation 2017).

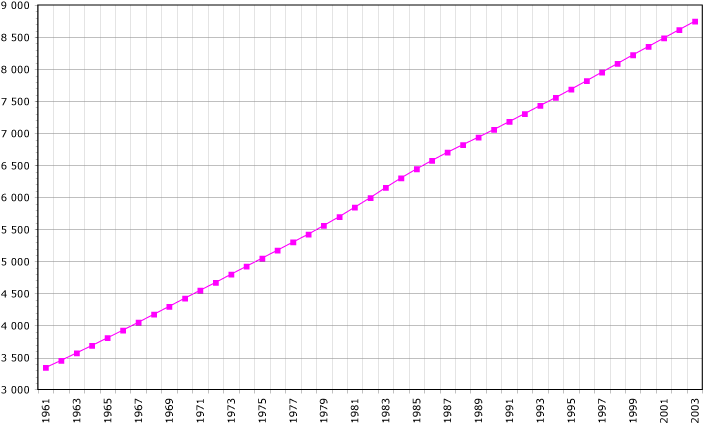
Évolution démographique entre 1961 et 2003 (chiffre de la FAO, 2005). Population en milliers d'habitants.

En 2017, environ 75 % de la population vivait dans des zones urbaines. Plus de 3 millions de personnes vivent dans le Grand Saint-Domingue.
En 2017, le taux de croissance était de 1,2 %, le taux de natalité de 18,4 naissances pour 1 000 habitants, le taux de mortalité de 4,7 pour 1 000, et le taux de fécondité de 2,29 enfants par femme. En 2019, le taux de natalité était d'environ 2,32 enfants par femme, et l'espérance de vie d'environ 74 ans.
Beaucoup ont émigré aux États-Unis depuis les années 1960, notamment à Washington Heights à New York, quartier surnommé « les hauteurs Quisqueya ». Il est estimé qu’environ 2 millions de Dominicains vivent aujourd’hui aux États-Unis.
Environ 60% de la population dominicaine est mixte, la plupart d'origine européenne et africaine, et dans une moindre mesure indigène; 35% de la population sont des descendants d'Africains noirs sans aucun mélange. Les autres sont d'origine européenne, principalement des Canariens, des Espagnols et des Portugais.
En 2008, des chercheurs dominicains et portoricains identifient dans la population dominicaine actuelle la présence de gènes appartenant aux indigènes des îles Canaries, communément appelées guanches. Ces types de gènes ont également été détectés à Porto Rico.

### Immigration haïtienne
Le Fonds des Nations unies pour la population (FNUAP) recense en 2017 près de 500 000 Haïtiens habitant en République dominicaine. En outre, le pays abrite 277 000 descendants d’Haïtiens, nés en République dominicaine, mais dont une bonne partie ne possède pas de papiers et sont considérés comme des apatrides. Historiquement, « le début de l’immigration haïtienne en République dominicaine remonte aux années 1920. Des hommes étaient embauchés pour travailler dans les champs de canne à sucre. Ces braceros restaient confinés au sein même des plantations dans des baraques appelées bateyes. »
Ils vivent pour beaucoup d'entre eux dans des bateys, près des champs de culture de la canne à sucre. Les autres dans les grandes villes comme Saint-Domingue ou Santiago de los Caballeros. Les Haïtiens constituent la communauté la plus pauvre de ce pays. Beaucoup d'entre eux ne parlent que le créole haïtien. 
Les Haïtiens constituent le groupe d'étrangers le plus important.
Les migrants haïtiens sont confrontés au racisme, aux discriminations, à l'exploitation, et à des violences. Certains groupes nationalistes agitent l'idée d'une « invasion pacifique » ; cette rhétorique a progressivement gagné beaucoup de terrain au sein du débat public et politique.
En septembre 2013, la cour constitutionnelle a décidé de priver de la nationalité dominicaine plus de 200 000 personnes, descendants de migrants haïtiens nés dans le pays depuis 1929, car elles ne pouvaient prouver que leurs ascendants étaient en situation régulière au moment de leur naissance. Sous la pression internationale (le droit international interdit à un État de rendre une personne apatride), le Parlement a adopté l'année suivante une loi rectificative. Cependant, celle-ci a aussi confirmé la position de la cour constitutionnelle selon laquelle des enfants nés en République dominicaine de parents étrangers devaient être considérés comme des étrangers.
Selon le Centre de développement durable (Cedeso), une ONG qui accompagne les apatrides, « l’absence de papiers d’identité entrave la mobilité et expose à des arrestations arbitraires, des tentatives de rackets ou des expulsions du pays. Sans papiers, pas d’accès non plus à la santé – hormis aux services d’urgences – ni à la justice. Il est impossible de se marier légalement et de déclarer la naissance des enfants. Ils deviennent donc eux aussi des apatrides, ce qui les empêche d’étudier au-delà de la 6e. »

### Langues
La langue officielle est l'espagnol. La République dominicaine est membre observateur de l'Organisation internationale de la francophonie depuis octobre 2010.

### Religions
| Religion           | Pourcentage |
| ------------------ | ----------- |
| Catholicisme       | 57          |
| Protestantisme     | 23          |
| Sans religion      | 18          |
| Autres confessions | 2           |

| Religion                                                                      | Pourcentage |
| ----------------------------------------------------------------------------- | ----------- |
| Catholicisme                                                                  | 83          |
| Protestantisme                                                                | 10,8        |
| Sans religion                                                                 | 3           |
| Religion ethnique (dont Vaudou haïtien, « Spiritisme latinoaméricain », etc.) | 3           |
| Bouddhisme                                                                    | 0,1         |

De plus les Mormons recensent 0,1 % de dominicains nés en Chine, 0,02 % en pays musulmans et 0,01 % en Israël, comptabilisés selon les religions majoritaires de ces pays (Syncrétisme, Islam et Judaïsme) auxquels ils ajoutent 0,1 % de dominicains missionnaires du Bahaïsme indo-iranien semble-t-il par erreur pour caractériser ceux nés en Inde (à majorité hindouiste)[réf. nécessaire]

## Santé
En décembre 2014, l'avortement est dépénalisé en cas de viol, d'inceste, de malformation fœtale ou de danger pour la vie de la femme.

## Culture

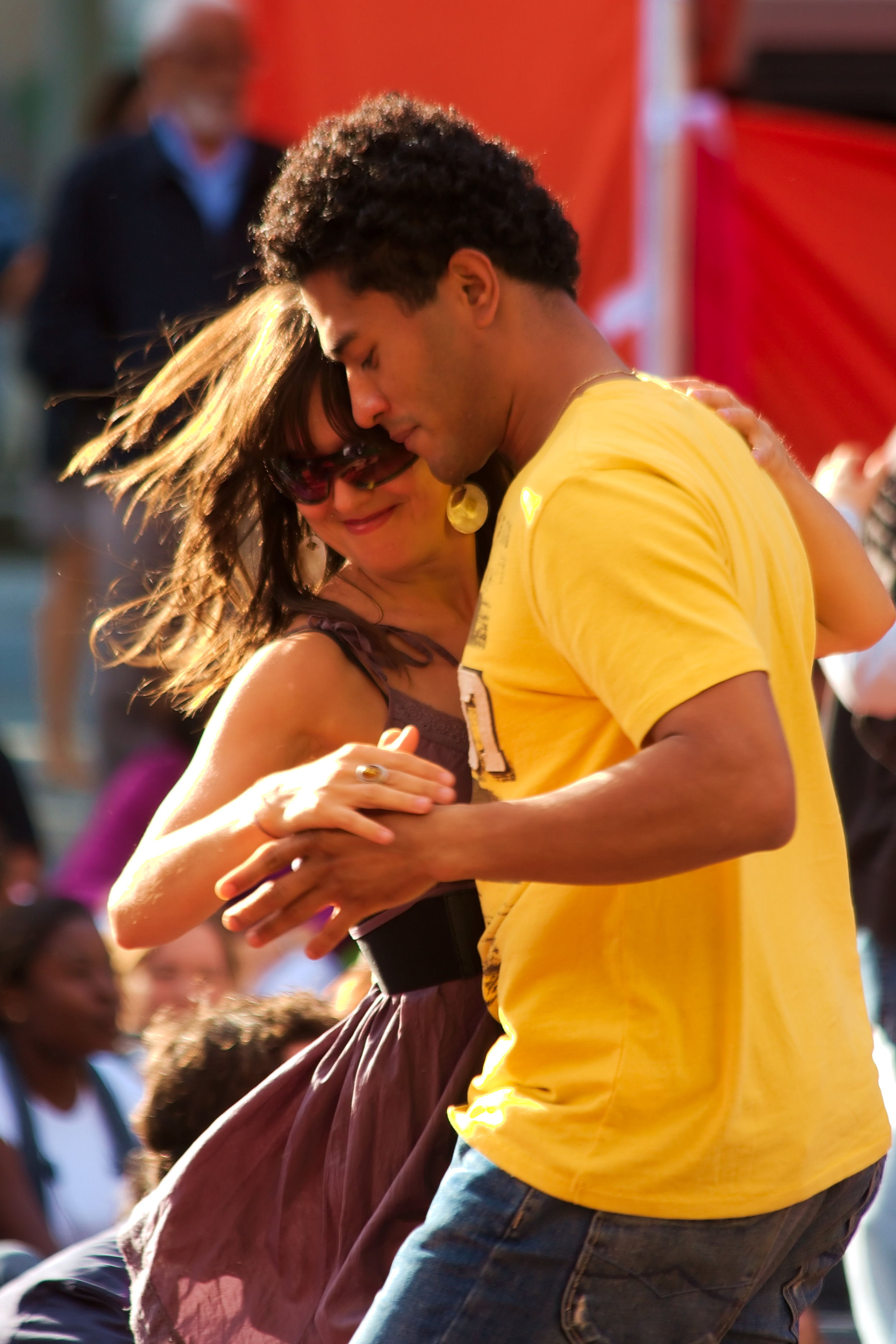
Merengue.

Le merengue et la bachata sont des styles musicaux originaires de la République dominicaine. Le carnaval en République dominicaine a encore des caractères d'originalité.
Le baseball est un sport populaire. La République dominicaine fournit, devant le Venezuela, le plus grand nombre de joueurs étrangers au championnat professionnel de baseball de la Ligue majeure de baseball aux États-Unis. Dans ce pays le football est un sport principalement féminin.
La canne à sucre, avec la distillation du rhum, et le tabac font aussi partie de la culture dominicaine. Plus de 50 % du tabac en République dominicaine est produit à Villa González, petite commune d'environ 30 000 habitants située dans la Cibao, qui représente de ce fait la capitale du tabac dominicain.
De nombreux Dominicains et Dominicaines sont descendants d’anciens esclaves. Les différences de richesse sont très fortes et les blancs descendants de colons espagnols sont de loin les plus riches tandis que les Noirs et les Métis, mélange d’Amérindiens taïnos, d'africains et d’espagnols, occupent généralement le bas de l'échelle sociale. Néanmoins, le métissage y est très important.